# Taeniophyllum hasseltii
Taeniophyllum hasseltii är en orkidéart som beskrevs av Heinrich Gustav Reichenbach. Taeniophyllum hasseltii ingår i släktet Taeniophyllum och familjen orkidéer. Inga underarter finns listade i Catalogue of Life.

## Bildgalleri

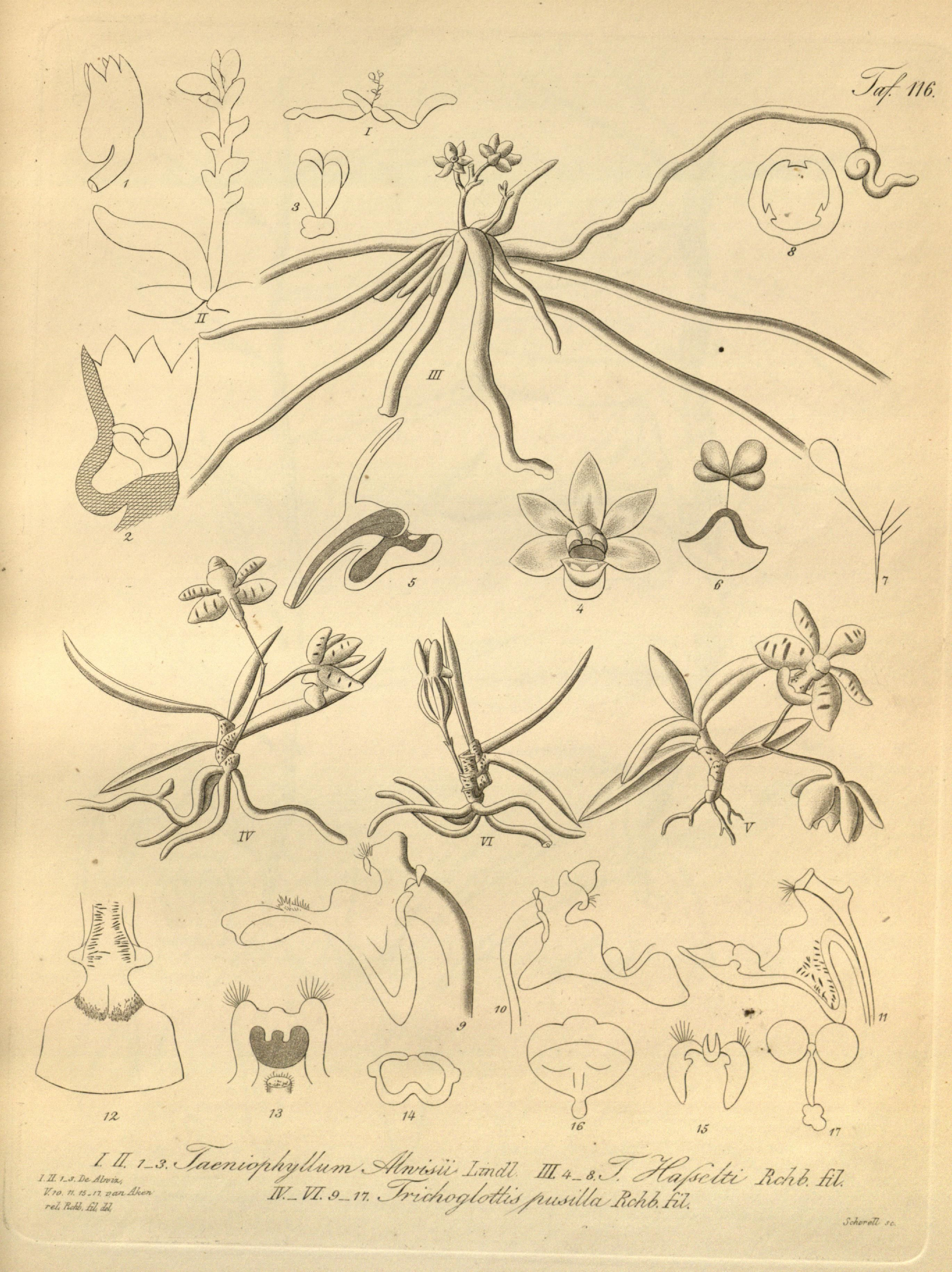